# Пољска влада у егзилу
Пољска влада у егзилу, званично позната као Влада Републике Пољске у егзилу (пољ. Rząd Rzeczypospolitej Polskiej na uchodźstwie), је била влада у егзилу Пољске формирана након инвазије на Пољску у септембру 1939, и накнадне окупације Пољске од стране нацистичке Немачке и Совјетског Савеза, чиме је окончана Друга пољска република.
Упркос окупацији Пољске од стране непријатељских сила, влада у егзилу је имала значајан утицај у Пољској током Другог светског рата кроз структуре Пољску подземну државу и њено војно крило Армију Крајову (домаћа армија). Ван Пољске, под руководством владе у егзилу, пољске војне јединице које су успеле да избегну из Пољске су се бориле под својим командантима као део савезничких снага у Европи, Африци и на Блиском истоку.
Након Рата пољска територија је постала део Народне Републике Пољске, совјетске сателитске државе, а влада у егзилу је наставила са својим радом, мада углавном непризната и без ефективне моћи. Тек након окончања комунистичке власти у Пољској, влада у егзилу је формално предала своја овлашћења новој влади Треће пољске републике у децембру 1990.
Влада у егзилу је имала седиште у Француској између 1939. и 1940, прво у Паризу, а затим у Анжеу. Од 1940, након пада Француске, влада је премештена у Лондон, и остала је у Уједињеном Краљевству све до свог распуштања 1990. године.

### Мултимедија
- Антинацистички филм у боји Calling mr. Smith (1943) о нацистичким злочинима и лажима који је снимила Пољска влада у егзилу.

Република у егзилу прича причу о пољској влади у егзилу у форми пет кратких епизода доступних на Јутјуб каналу: Пољска амбасада у УК
- „Република у егзилу, епизода 1: рат“ на веб-сајту  (12. децембар 2014), Пољска амбасада у УК Архивирано на веб-сајту  (30. јун 2017)
- „Република у егзилу, епизода 2: Пољска ван Пољске“ на веб-сајту  (19. децембар 2014), Пољска амбасада у УК Архивирано на веб-сајту  (30. јун 2017)
- „Република у егзилу, епизода 3: Пољски глас у свету“ на веб-сајту  (26. децембар 2014), Пољска амбасада у УК Архивирано на веб-сајту  (30. јун 2017)
- „Република у егзилу, епизода 4: Солидарност“ на веб-сајту  (9. јануар 2015), Пољска амбасада у УК Архивирано на веб-сајту  (30. јун 2017)
- „Република у егзилу, епизода 5: Слободна Пољска“ на веб-сајту  (16. јануар 2015), Пољска амбасада у УК

52° 13′ N 21° 02′ E / 52.217° С; 21.033° И